# 1738
1738 (MDCCXXXVIII) je bilo navadno leto, ki se je po gregorijanskem koledarju začelo na sredo, po 11 dni počasnejšem julijanskem koledarju pa na nedeljo.

## Dogodki
- 1. januar

## Rojstva
- 12. marec – Cesare Beccaria, italijanski kriminolog, pravnik in politik († 1794)
- 15. november – William Herschel, nemško-angleški glasbenik, skladatelj, astronom († 1822)

## Smrti
- 23. september – Herman Boerhaave, nizozemski zdravnik, fiziolog in botanik (* 1668)